# Ludwig Pißel
Ludwig Christian Johannes Pißel, auch: Pissel (* 8. Mai 1885 in Joditz; † 28. Januar 1934 in München)  war ein deutscher Steuerrechtler und Ministerialbeamter.

## Leben
Nach dem Besuch des Humanistischen Gymnasiums in Bayreuth nahm Pißel 1904 ein Studium der Rechtswissenschaft an der Friedrich-Alexander-Universität Erlangen auf, das er 1908 mit dem Ersten Juristischen Staatsexamen abschloss. Während seines Studiums wurde er Mitglied des Corps Bavaria Erlangen. Er bestand 1912 das Zweite Juristische Staatsexamen und wurde 1913 an der Erlangener Universität zum Dr. iur. promoviert (Dissertation: Anfechtung und Nichtigkeit von Generalversammlungsbeschlüssen der Aktiengesellschaft auf Grund der neueren Rechtsprechung).
Pißel hatte von Januar bis August 1913 eine Anstellung bei einem Bayreuther Rechtsanwalt inne und erhielt im April des gleichen Jahres die Zulassung als solcher. Seine berufliche Laufbahn führte ihn über das Rentamt Bayreuth im Dezember 1913 als Finanzrechnungskommissariatsakzessist zur Regierung der Pfalz nach Speyer. Ab August 1914 nahm er als Soldat am Ersten Weltkrieg teil. Seine militärische Laufbahn endete als Oberleutnant der Reserve.
Seit 1914 Finanzassessor, war Pißel von 1919 bis 1920 bei der Regierung der Oberpfalz tätig, zunächst in Nürnberg und später in Regensburg. Im April 1920 wurde er Regierungsrat beim Landesfinanzamt in Königsberg. Noch im selben Jahr wechselte er zum Reichsfinanzministerium, wo er 1921 zum Oberregierungsrat und 1924 zum Ministerialrat ernannt wurde.
1931 promovierte Pißel in Erlangen zum zweiten Mal (in Wirtschafts- und Steuerrecht) zum Dr. rer. pol. (Dissertation: Der Einfluß der Besteuerung auf die Rationalisierung der Wirtschaft). Im August 1933 wurde er mit der Leitung des Landesfinanzamtes Würzburg beauftragt und vom 1. Oktober 1933 bis zu seinem Tode fungierte er als Präsident des Landesfinanzamtes München.

## Werke
- Das Einkommensteuergesetz vom 10. August 1925 mit Aus- und Durchführungsbestimmungen unter Berücksichtigung der Gesetzgebung bis Ende 1931, 5., in Loseblattform neubearbeitete Auflage.  Berlin 1932
- Die Krisensteuer nach der Notverordnung vom 5. Juni 1931. Berlin 1931
- Der Einfluss der Besteuerung auf die Rationalisierung der Wirtschaft. Berlin 1931
- Die Bürgersteuer 1931. Berlin 1931